# Shadowrun
Shadowrun è un gioco di ruolo ad ambientazione cyberpunk prodotto nel 1989 da FASA. Dal gioco di ruolo sono stati tratti videogiochi, romanzi e altre opere ambientate nel Sesto Mondo.
La seconda edizione di Shadowrun è stata tradotta in italiano dalla Nexus Editrice. La sesta edizione è distribuita da Wyrd Edizioni.

## Ambientazione
L'ambientazione è situata fra XXI e XXII secolo, in un'epoca in cui in seguito ad un grande cataclisma (legato al succedersi delle ere secondo il calendario maya) la magia è ritornata nel mondo, proprio mentre questo si preparava ad abbracciare le meraviglie (ed i pericoli) di tecnologie come il ciberspazio - l'onnipresente rete informatica, l'ingegneria genetica e la fusione di uomo e macchina detta cyberware.
Questo gioco presenta un setting estremamente realistico e completo, sempre coerente anche mentre fa avanzare il suo complesso metaplot globale nell'arco di 17 anni di pubblicazioni. Si immagina lo sviluppo del nostro mondo in un futuro abbastanza vicino a noi ma reso incredibile da alcuni fatti che lo hanno sconvolto per sempre. Con una cronaca storica degna di un telegiornale o un documentario viene narrato lo sviluppo del mondo dal 1990 al 2042 (1ª edizione), quindi fino al 2052 (2ª edizione), al 2062 (3ª edizione) e infine fino al 2070, anno "presente" in cui ha luogo la 4ª edizione.
Shadowrun affonda le proprie radici nel genere cyberpunk più classico: la tecnologia è in costante evoluzione sviluppando sempre nuove generazioni di strumenti per usufruire della rete informatica nota come Matrice, di impianti cibernetici e biogenetici e di prodotti che vanno dalle armi ai veicoli alle droghe a qualsiasi altro oggetto diffuso sul mercato.
In particolare l'ultima innovazione informatica ha reso il mondo virtuale del tutto wireless, portando il mondo virtuale in contatto con quello reale attraverso i nuovi sistemi a realtà aumentata (abbreviato in AR - Augmented Reality).
La politica globale subisce sconvolgimenti incredibili quando quelle che un tempo erano semplici multinazionali si sviluppano in mega-corporazioni ed in associazioni governative. Il Nord America si sfalda in un'infinità di stati, leghe e federazioni; il Sud America viene assorbito quasi interamente da una Mega-Corporazione che ne rivendica i "diritti tribali" e lo ribattezza col nome di Aztlan; l'Europa esplode in un turbine di anarchia quando Germania, Francia, Italia ed Inghilterra vanno ognuno per i fatti suoi e l'Irlanda è rivendicata da un gruppo razziale che riesce a conquistarla ed isolarla; l'Est si chiude a riccio facendo fazione a parte nonostante sia spaccato all'interno da faide violentissime; l'Australia è un paese più strano che mai...

### Risveglio
In questo contesto socio-politico va ad aggiungersi l'elemento innovativo di Shadowrun, la magia, senza preavviso il mondo si “risveglia” e la cosiddetta “sesta era” ha inizio, amplificando il caos generale in modi del tutto imprevedibili e cambiando la faccia del pianeta per sempre. I misteri e le stranezze della "magia" vengono affrontati col rigore dell'analisi scientifica; si cercano risposte, si creano nuove soluzioni, si edificano università e centri di ricerca, e alla fine la magia resta un grande mistero, nonostante ogni giorno si scopra un piccolo frammento del puzzle che essa costituisce.
Nel frattempo tutte le culture del mondo sono in ebollizione perché finalmente i miti e le leggende sembrano aver preso forma reale, a dispetto di tutti i discorsi insensati dei parrucconi scientifici. Le religioni tornano alla ribalta in un mondo dove “Dio” risponde per davvero a chi dimostra una fede vera e sincera, gli houngan del vudù praticano riti oscuri ed i druidi della tradizione nordica combattono per la difesa di Madre Gaia mentre dall'Africa gli stregoni tribali preparano grandi danze degli spiriti per risollevare le sorti della loro terra, così come i nativi americani fecero tanti anni prima...dando di fatto inizio a questo nuovo, stranissimo mondo.
Al centro di questo universo sconvolgente stanno i Giocatori nei panni di ShadowRunners (Corridori delle Ombre) ovvero mercenari al soldo del miglior offerente, in lotta per denaro, un ideale o semplicemente il brivido del pericolo.
La vita nelle ombre è piena di intrighi e pericoli che variano da situazioni politiche di alto livello, allo spionaggio, alla difficile sopravvivenza sulle strade.

### Razze
I personaggi in Shadowrun, oltre che essere normali esseri umani, possono appartenere alle classiche razze fantasy (orchi, troll, elfi e nani) così come appartenere a certe sottospecie divergenti (dette metavarianti) come gnomi e giganti, che si sono evolute o trasformate da normali esseri umani. I nani e gli elfi comparvero per la prima volta nel 2011 (un fenomeno detto "UGE" dall'inglese Unexplained Genetic Espression - Espressione Genetica Inspiegabile) quando da genitori umani nacquero bambini appartenenti a queste due razze. Orchi e Troll comparvero per la prima volta nel 2021 quando il 10% della popolazione, colpita dal fenomeno detto goblinizzazione si trasformò in un Orco o in un Troll. Le razze così nate erano di fatto umane, ma non del tutto; per questo venne coniato il termine generico di "metaumani".
Sebbene il termine metaumanità serva ad abbracciare tutti i ceppi di Homo Sapiens, compreso quello degli umani "normali", non tardarono a sopraggiungere tensioni razziali estremamente accese che in più di un'occasione sfociarono in violenza, con conseguenze terribili.
Ovviamente non solo gli esseri umani sono stati cambiati dall'influenza della magia; anche piante ed animali ritenuti estinti o frutto leggende popolari sono tornati a popolare le regioni del pianeta, sconvolgendo gli ecosistemi e portando così avanti il radicale cambiamento che è alla base del "Sesto Mondo".
Inoltre un virus conosciuto come HMHVV (Human Meta-Human Vampiric Virus - Virus Vampirico Umano e Metaumano) con molti ceppi varianti ha causato mutazioni ulteriori creando Bandersnatch, Banshee, Dzoo-noo-qua, Goblin, Ghoul, Nosferatu, Vampiri, Wendigo, Fomorian Selvaggi e altri abomini feroci che non sono più né umani, né senzienti.

### Le corporazioni
L'emergenza creata dal ritorno della magia, lo scoppio della piaga VITAS (Virally Induced Toxic Allergy Syndrome - Sindrome da Allergia Tossica Viralmente Indotta), il Collasso dei Computer del 2029 (causato da un complesso e praticamente inarrestabile virus informatico detto "The Crash Entity"), le guerre paneuropee, nelle quali gli stati dell'europa occidentale combatterono un'invasione dalla Russia neocomunista e quindi un'invasione pan-Islamica simile a quella di 800 anni prima, e la febbre di indipendenza delle Tribù Native Americane, delle province Cinesi, ecc.. hanno lasciato i governi mondiali completamente a pezzi. Le mega-corporazioni sono emerse come nuove superpotenze. Vedi la cronologia.
Sono immuni alle leggi nazionali, rispondono solo a se stesse, controllate solo dalla Corte Corporativa, un'assemblea delle dieci principali corporazioni mondiali:
- Ares Macrotech, conglomerato di industrie automobilistiche, dell'acciaio, armamenti e spaziali con base a Detroit diretto da Damien Knight. La prima megacorporazione con base negli Stati Uniti.
- Aztechnology, una corporazione con base in Atzlan (il vecchio Messico, ricreato a somiglianza degli Aztechi) coinvolta pesantemente nella produzione di beni di consumo, nella chimica e nella magia. La meno popolare nelle ombre a causa dei suoi progetti segreti.
- Evo Corporation, una corporazione con base a Vladivostok, Russia, focalizzata su nano e biotecnologie, ricerche genetiche e altre tecnologie transumane e in prodotti indirizzati specificatamente ai metaumani. La prima compagni a diventare transplanetaria stabilendo una base su Marte.
- Horizon, una corporazione incentrata sui media, con sede a Los Angeles (Annessa dal Pueblo Corporate Council nel 2061) che entrò tra le grandi megacorporazioni negli anni 2060 sfruttando il secondo crash della Matrice. L'Horizon è una corporazione di media e public relation che comprende Tir Tairngire tra i suoi clienti. È anche potente nel campo dei beni di consumo, proprietà immobiliari e prodotti farmaceutici.
- Mitsuhama Computer Technologies, iniziata dalla Yakuza come operazione per il lavaggio di denaro sporco ma superò presto con un largo margine i guadagni dei suoi investitori iniziali. Focalizzata su robotica, macchinari pesanti, oggetti magici e computer.
- NeoNET, creata dalla fusione della Novatech con la Transys Neuronet and Erika, pionieri della nuova matrice wireless, focalizzata principalmente sulla matrice, ma con interessi diversificati in altri settori.
- Renraku Computer Systems, un gigante Giapponese che produce principalmente armamenti e computer.
- Saeder-Krupp Schwerindustriegesellschaft, la più grande corporazione tedesca, un conglomerato tedesco basato sulla produzione dell'acciaio, di beni industriali pesanti, automobili (BMW), armamenti e mezzi di comunicazione Europei. Il suo azionista di maggioranza e presidente del consiglio di amministrazione è Lofwyr, un Grande Drago, che si è comprato le azioni della compagnia con il tesoro che aveva accumulato.
- Shiawase Corporation, una vecchia industria familiare sopravvissuta indenne ai tumulti dell'inizio del XXI secolo, che si espanse rapidamente nei campi della produzione di energia, biotecnologie e procedure ambientali. Come più vecchia corporazione fu la prima a combattere per ottenere la sovranità megacorporativa (falsamente chiamata extraterritorialità): l'esenzione dalla legge su territorio straniero. Sebbene il territorio corporativo non sia territorio straniero ma suolo corporativo, esattamente come i suoi dipendenti sono cittadini corporativi. Sebbene la doppia cittadinanza in una corporazione ed in una nazione sia comune, la Shiawase è ora più conservativa con le sue decisioni.
- Wuxing Inc., una compagnia con sede ad Hong Kong Cross Applied Technologies, con sede nel Free Quebec sono le ultime aggiunte all'esclusivo club delle corporazioni di serie AAA (quelle con un seggio nella Corte Corporativa)

Megacorporazioni importanti nelle edizioni precedenti sono state:
- Fuchi Industrial Electronics, un gigante dei computer creato da Nakatomis e Yamanas in Giappone e da Richard Villiers da Boston. Disintegratosi durante le Guerre Corporative del 2059 - 2060 nel corso delle quali la Novatech condotta da Villiers emerse come suo successore Nord Americano.
- Yamatetsu Corp, un gigante delle spedizioni e delle infrastrutture di origine giappo-filippina. Dopo aver spostato il suo quartier generale dal Giappone a Vladivostok e spostando il suo campo di interesse assunse il nome di Evo Corporation
- Novatech, I resti della Fuchi di Richard Villiers con base a Boston. Focalizzata sui computer e le tecnologie della Matrice, e impegnata pesantemente per breve tempo nella corsa spaziale alla cometa di Halley del 2061. Vicino alla bancarotta nel 2064 venne forzata a una offerta pubblica di azioni che condusse al secondo crash della matrice. Per sfuggire alle conseguenze della perdita di immagine formò la NeoNET fondendosi con la Transys Neuronet and Erika.
- Cross Applied Technologies, una compagnia con base nel Quebec libero che assunse importanza durante la guerra corporativa del '59-'60, era la più piccola delle grandi corporazioni. ALla morte del suo fondatore Lucien Cross in un incidente aereo durante il secondo crash della matrice la sua principale rivale Ares Macrotechnology, acquistò abbastanza delle sue sussidiarie da nullificare il suo stato di megacorporazione.

Queste compagnie e molte altre compagnie minori, si combattono l'un l'altra non solo nelle sale di consiglio o con trattative intricate, ma anche mediante distruzione fisica, operazioni clandestine, rapimento o eliminazione di personale vitale e altri mezzi di sabotaggio. Poiché nessuna corporazione vuole essere ritenuta responsabile dei danni, questo viene effettuato mediante risorse rinnegabili: Shadowrunners ("Corridori nelle Ombre") invisibili in un sistema in cui ogni cittadino è marchiato con un System Identification Number - Numero Identificativo di Sistema (SIN). Sono fuoricasta, provenienti dai bassifondi o ex personale governativo/corporativo/militare che si è liberato dalle manette delle società corporativa per raggiungere la libertà. Per guadagnarsi da vivere scelgono o sono forzati a lavorare nelle ombre gettate dai giganteschi edifici corporativi per supportarsi. Normalmente i giocatori di Shadowrun assumono il ruolo di questi shadowrunner.

### Tecnologia
Nonostante il Crash che ha causato la corruzione di molti dati la tecnologia è avanzata ad un ritmo tremendo. Vengono installati impianti cibernetici, tecnologici e Bioware, geneticamente ingegnerizzati che migliorano le capacità delle persone.

### La Matrice
La tecnologia delle Interfacce dirette neurali permette agli umani e metaumani di accedere direttamente ai computer ed alla Matrice, la rete globale di computer ristrutturata dopo il Crash. L'accesso alla Matrice viene realizzato da "deckers", individui che possiedono cyberdeck (rozzamente equivalenti ai moderni laptop). Queste macchine si interfacciano al cervello mediante un Datajack situato generalmente dietro all'orecchio. Il "deck" viene quindi inserito in una porta di connessione alla Matrice. Poiché Shadowrun è antecedente al film The Matrix pare ovvio che i fratelli Wachowski siano stati quantomeno ispirati per l'ambientazione, originariamente basata su un'idea di William Gibson.

## Sistema di gioco

### Meccaniche
Le meccaniche di gioco di Shadowrun sono basate interamente su un sistema a riserva di dadi che usa normali dadi a 6 facce.
Il gioco è basato su abilità piuttosto che su classi, ma nel manuale base vengono presentati diversi archetipi che danno ai giocatori ed all'Arbitro di Gioco un'idea di cosa è possibile realizzare con il sistema.
Fino alla quarta edizione la meccanica di gioco era la seguente: a tutte le azioni effettuate nel gioco, dall'uso di abilità, agli attacchi in combattimento viene assegnato un "numero bersaglio" che riflette la difficoltà dell'azione e che può essere alzato o abbassato da diversi fattori, come le condizioni ambientali, quelle del personaggio, l'uso di aiuti meccanici e così via. Il personaggio tira un numero di dadi pari al suo livello nell'abilità rilevante e quindi conta il numero di dadi lanciati che hanno ottenuto un risultato maggiore o uguale al Numero Bersaglio, questo numero determina se il personaggio ha successo con l'azione tentata e qual è il grado di successo Per esempio, un personaggio con un'alta abilità con le armi da fuoco non solo avrà una miglior probabilità di colpire il bersaglio che qualcuno con un'abilità inferiore, ma probabilmente causerà anche un danno maggiore. Il Numero Bersaglio può eccedere 6, nel qual caso tutti i dadi che ottengono 6 vengono tirati nuovamente (un Numero Bersaglio di 9 viene ottenuto tirando un 6 seguito da almeno un 3; perciò un Numero Bersaglio di 6 e uno di 7 sono identici). Per Numeri Bersagli ancora più alti questa procedura deve esser ripetuta; perciò un Numero Bersaglio di 20 (come tentare di procurarsi armi da fuoco militari) avrà successo solo con almeno un dado si ottiene 6 per tre tiri consecutivi ed almeno 2 sul quarto.
In aggiunta a questa meccanica base i giocatori potevano usare riserve di dadi per aggiungere dadi bonus a certe prove, sebbene i dadi che venivano usati non potevano essere riutilizzati fino alla fine del turno. Ciò aggiungeva un ulteriore elemento tattico, dato che un giocatore doveva decidere dove era più conveniente utilizzare questi dadi bonus. Per esempio la riserva di combattimento poteva essere utilizzata per migliorare gli attacchi o la difesa o un po' di entrambi. I giocatori avevano anche una riserva di karma che poteva essere usata per ritirare ogni dado che non raggiungeva il numero bersaglio. La riserva di Karma viene rinnovata solo al termine di una scena. La combinazione di riserva di karma e altre riserve dà al giocatore un considerevole ammontare di libertà nel decidere le priorità del suo personaggio. Due personaggi con abilità simili possono comportarsi in maniera molto differente nello stesso compito a seconda di come allocano le riserve di dadi e la riserva di karma.
Il sistema a riserva di dadi usato da Shadowrun ha avuto una grande influenza nello sviluppo del Storyteller System originale della White Wolf. A sua volta lo Storytelling System del nuovo Mondo di Tenebra ha influenzato la quarta edizione di Shadowrun.

### Archetipi
Sebbene il sistema di abilità sia libero, certe combinazioni di abilità e equipaggiamento funzionano bene insieme. Questa combinazione di specializzazione in abilità e equipaggiamento è detto «archetipo». I più conosciuti sono il Samurai di Strada, un personaggio che ha potenziato il suo corpo con cyberware e bioware focalizandosi sul combattimento fisico, il Mago da combattimento con abilità magiche che incrementa le sue capacità fisiche di combattimento; Decker o Hacker esperto di reti computerizzate; Rigger che potenzia il cervello per controllare veicoli e droni; e Mago di Strada che lancia incantesimi, vede le emozioni e richiama gli spiriti dallo spazio astrale.
Alcuni lamentano che Shadowrun separi eccessivamente i diversi tipi di personaggio: i Samurai di strada sono incapaci con i computer; i Deckers sono inutile negli incontri magici; i Maghi non sanno guidare bene. Ogni specialista sembra così separato dagli altri che pare difficile scrivere un'avventura che coinvolga tutti i giocatori contemporaneamente.
Comunque gli archetipi non sono classi personaggio: il giocatore può attraversare i confini. Le restrizioni non sono imposte dal sistema stesso, ma dal giocatore che cerca di specializzare il personaggio. Poiché le risorse disponibili per costruire il personaggio sono limitate, il giocatore deve valutare se desidera che il suo personaggio si specializzi in un aspetto del gioco (magia, computer, combattimento, ecc..) trascurando altri aspetti.

### Creazione del personaggio

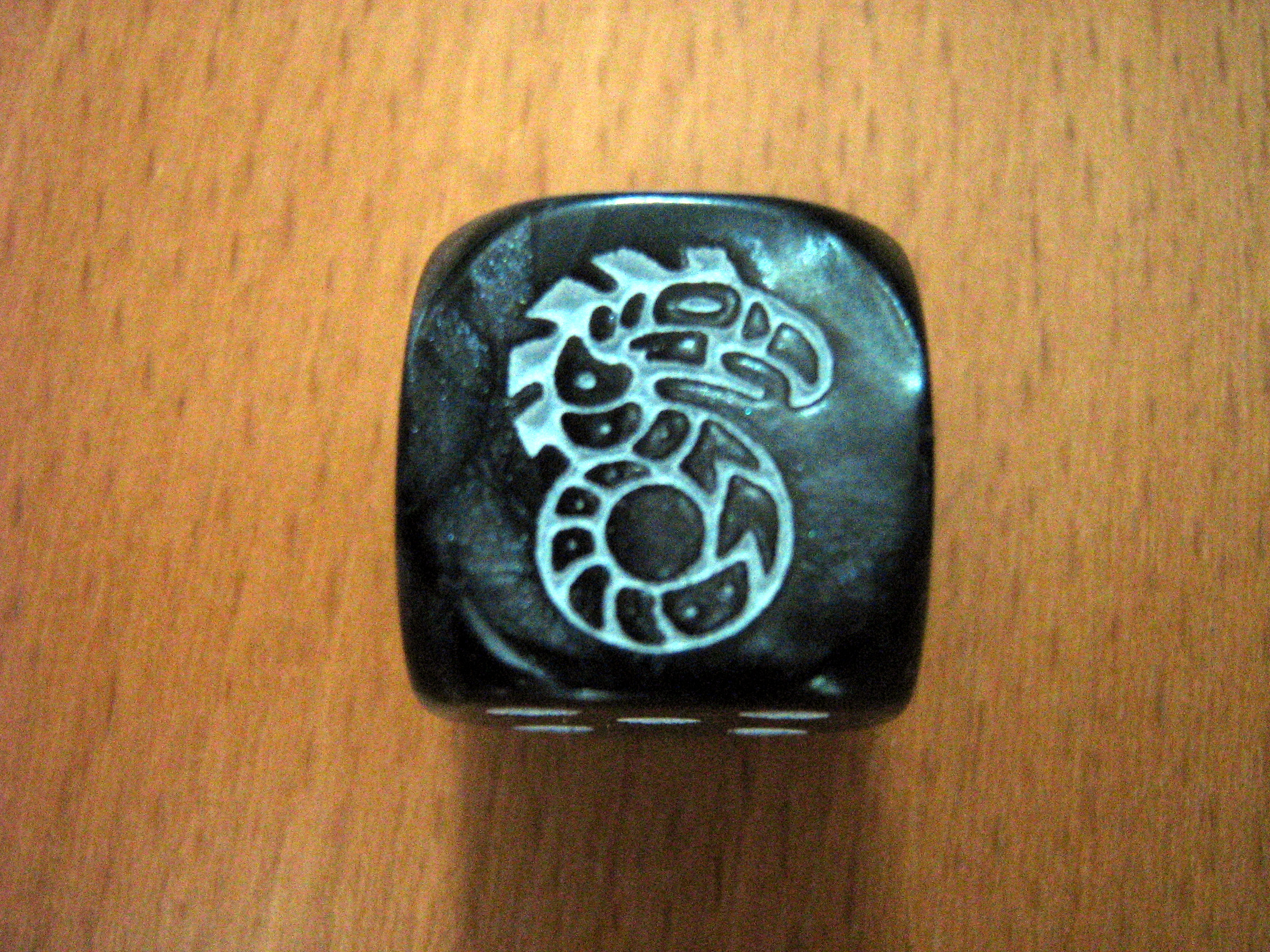
Dado standard con il logo di Shadowrun

La quarta edizione di Shadowrun usa un sistema di creazione del personaggio a punti che ricorda quello di GURPS, nelle edizioni precedenti il sistema a punti era opzionale e invece veniva usato un sistema di priorità in cui il giocatore ordinava le capacità del personaggio in cinque aree (razza, attributi, abilità, magia e risorse) e riceveva punti da spendere o benefici in ogni area secondo in che ordine l'aveva posta. Il sistema di creazione a punti gestisce la creazione del personaggio in fasi che possono essere comparate al sistema di priorità precedenti, ma permette una maggiore specializzazione (cioè un enorme ammontare di abilità e poca magia o miglioramenti cibernetici). Il sistema a punti è notevolmente più difficoltoso di quello a priorità.
I personaggi sono creati con «contatti», amici e conoscenti che solitamente danno una mano al personaggio. Il sistema dei contatti rende piuttosto facile per il personaggio accedere ad abilità che non possiede, sebbene ad un prezzo.
Il sistema del Diagramma delle Abilità rende piuttosto facile per i giocatori acquisire, pagando un prezzo, abilità non possedute dal loro personaggio e diversamente da altri giochi di ruolo, l'uso di un'abilità non preclude automaticamente le altre (in pratica se un giocatore tenta di usare un'abilità che non possiede può utilizzare un'abilità collegata con un malus crescente tanto è maggiore la "distanza" dell'abilità conosciuta da quella sconosciuta così come indicata nel Diagramma delle Abilità).

### Essenza
L'essenza è la misura della forza vitale di un essere. La maggior parte degli umani e metaumani iniziano con un valore di sei. Fornisce energia alla magia e con il suo calare decresce anche l'attitudine alla magia. Impianti cibernetici, nanonici e altre modifiche fondamentali al corpo umano possono danneggiare l'essenza. Se l'essenza di un essere scende a zero questo muore..

### Karma
Con il progredire del gioco i bravi giocatori ottengono punti Karma. Questi sono solitamente aggiunti ad un totale detto Karma Positivo che può essere utilizzato per aumentare abilità ed attributi. Le abilità che sono già ben sviluppate richiedono più Karma Positivo di abilità meno sviluppate, il che incoraggia i personaggi specializzati a diventare più flessibili spendendolo sugli attributi più deboli. Questo sistema di avanzamento del personaggio è più organico di un sistema basato a livelli (come quello reso ubiquo da Dungeons & Dragons) sebbene non tutti i giocatori di ruolo concordino che sia necessariamente una buona cosa. Il Karma rende anche i personaggi più potenti in generale perché un punto ogni dieci (o ogni venti per i metaumani) dei punti viene aggiunto alla Riserva di Karma invece che al Karma Positivo. La Riserva di Karma permette ai giocatori di ritirare i dadi o di "acquistare" dadi aggiuntivi in certe situazioni. Il Karma può anche essere usato per evitare una morte certa, ma costa tutti i punti di Karma Positivo e della Riserva di Karma.

### Cambiamenti con la quarta edizione
Con la quarta edizione sono state fatte alcune modifiche maggiori alle regole
Dei sei attributi originali (Corporatura, Rapidità, Forza, Carisma, Intelligenza e Volontà), la Rapidità è stata divisa in Agilità e Reazione, mentre l'Intelligenza è stata divisa in Intuizione e Logica. Un nuovo attributo detto Edge ha rimpiazzato la riserva di karma. Invece di partire da una base i personaggi comprano il loro attributo di Magia come se fosse un normale attributo.
Il sistema di iniziativa è stato modificato per influenzare solo l'ordine delle azioni, non il numero di azioni durante un turno. Il numero di azioni che un personaggio può intraprendere è determinato dagli impianti e dalla magia, senza tirare dadi.
Le abilità sono state cambiate da un sistema a bersaglio a un sistema a hit ("centri", "successi"). Il numero bersaglio è fisso a 5 e per completare una prova abilità un giocatore deve tirare un numero di dadi pari alla sua abilità e all'attributo collegato e tirarli, contando il numero di dadi con cui ottiene "5" o "6" , questi sono gli hit ottenuti. IL numero di "hit" viene confrontato con una soglia predeterminata dal master e se questa viene ecceduta l'azione ha avuto successo. Inoltre le riserve di dadi sono state rimosse eliminando gran parte dell'allocazione di dadi durante il combattimento, il lancio di incantesimi, hacking e altre attività. Questi cambiamenti hanno accelerato la risoluzione delle prove abilità e dei combattimenti.
La "Regola dell'Uno" delle precedenti edizioni è stata cambiata. Un glitch si verifica quando su almeno metà dei dadi tirati si ottiente "1". Un glitch causa un inconveniente minore per il giocatore. Comunque se una persona ottiene un glitch e nessun hit allora è considerato un errore disastroso, che può avere conseguenze più serie, anche fatali.
Le regole per il combattimento, magia, hacking e altre attività sono state modificate per adattarsi al nuovo sistema delle abilità Le regole modificate sono simili in struttura, ma per forza di cose sono differenti nei dettagli.
Poiché le regole della quarta edizione sono meccanicamente simili da quelle delle edizioni precedenti e bilanciano le cose in maniera diversa non è facile convertire i personaggi delle vecchie edizioni alla nuova, conservando intatte le loro forze e debolezze.
Ci sono stati alcuni cambiamenti nell'ambientazione. La premessa generale è rimasta invariata, mentre la linea cronologica è avanzata di cinque anni. La modifica maggiore è stata l'aggiunta di una matrice globale wireless che permette alle persone di possedere schermi a realtà aumentata: sovrapposizioni visuali su scene di vita reale. Questo incoraggia gli hacker a unirsi ai loro compagni fisicamente piuttosto che fornire un backup in rete da una locazione remota e rende più facile per il master
coordinare l'azione nel gioco e nel mondo reale.
Inoltre hanno fatto la loro comparsa i tecnomanti, persone capaci di collegarsi alla Matrice senza un computer e dotate di eccezionali capacità informatiche; queste facoltà unite alla natura onnipresente della Matrice wireless rendono i tecnomanti individui potenti e versatili, paragonabili a dei veri e propri "Maghi Tecnologici".
Questi peculiari individui esistevano già ai tempi della 3ª Edizione, ma in numero limitatissimo e sotto il nome di Otaku, cioè bambini la cui mente era stata alterata da una delle misteriose Intelligenze Artificiali che abitavano la vecchia Matrice; ma dopo il crash del '63 sono diventati un fenomeno abbastanza diffuso e non più limitato ad individui minorenni.

### Difetti
Ci sono state lamentele che la ciberteconologia nel sistema di gioco di Shadowrun ha poco senso. A causa delle rigide regole che rendono difficile per i personaggi possederla è molto meno probabile che qualcuno dia al proprio personaggio miglioramenti come arti bionici, piuttosto che utilizzare alternative come il bioware o la magia. Questo è un problema perché la presenza del cyberware, specialmente di appariscenti arti cibernetici, è un classico del genere cyberpunk. Comunque con la terza edizione questo è diventato un problema minore, dato che l'incrementata funzionalità degli arti cibernetici li ha resi molto più appetibili sia per personaggi "con trucchi", sia per i tipici samurai della strada. Inoltre ci sono stati cambiamenti nelle capacità della cibertecnologia e la magia è stata diminuita di efficienza. Comunque a causa delle limitazioni imposte sul cyberware/bioware sull'Essenza, e dallo sviluppo aperto del sistema il cyberware tende avere un tono "potenza immediata, poco sviluppo successivamente", rispetto ad un personaggio potenziato magicamente dallo sviluppo più lento ma potenzialmente molto più potente.
Il nome theoretical troll era usato per indicare uno dei problemi inerenti nelle edizioni precedenti del gioco. Si riferiva al fatto che un giocatore poteva scegliere un troll come personaggio iniziale e mediante una manipolazione delle regole renderlo l'equivalente di una piattaforma di artiglieria semovente. I troll erano noti per i loro attributi di combattimento (Corporatura e Forza) molto alti, che permettevano a un giocatore di abusare del sistema.
Nella prima edizione del gioco c'era un grave errore nel sistema di combattimento balistico che rendeva anche le più potenti armi da fuoco del tutto inutili contro un personaggio che indossasse un'armatura personale, anche mediocre. Con la seconda edizione del gioco il sistema di combattimento venne rivisto in modo che le armi da fuoco rimanessero una potenziale minaccia mortale, specialmente nelle mani di un personaggio abile.
Un altro problema presente nella prima edizione e che venne sistemato incrementalmente nelle edizioni successive sono le complicate regole riguardanti le granate. Prima dell'aggiunta delle regole per l'effetto di un'esplosione contro una barriera nella seconda edizione era una battuta diffusa tra i giocatori, che se il master faceva un tiro orribile, avrebbe potuto piazzare un neonato in una scatola con una granata innescata e questo ne sarebbe uscito illeso.

## Edizioni
- 1989 la FASA pubblica la 1ª edizione di Shadowrun, autori: Bob Charrette, Paul Hume, Tom Dowd
- 1992 la FASA pubblica la 2ª edizione di Shadowrun, a cura di Tom Dowd
- 1996 la Nexus Editrice pubblica la traduzione italiana della 2ª edizione. Traduzione di Ciro Alessandro Sacco e Elena Pancino
- 1998 la FASA pubblica la 3ª edizione di Shadowrun
- 2005 la FanPro pubblica la 4ª edizione di Shadowrun
- 2013 la Catalyst Game Labs pubblica la 5ª edizione di Shadowrun

Shadowrun è stato sviluppato e pubblicato dalla FASA dal 1989 fino alla sua chiusura nel 2001. La proprietà di Shadowrun fu venduta alla WizKids che cedette i diritti per il gioco di ruolo all'editore dell'edizione tedesca, la Fantasy Production (conosciuta anche come FanPro) ed i diritti (potenziali) per i giochi al computer alla Microsoft. La Wizkids produsse un gioco di miniature collezionabile chiamato Shadowrun: Duels.
Sia il gioco di ruolo che il gioco di carte collezionabili, così come diverse espansioni della stessa serie, hanno ottenuto l'Origin Awards.
L'edizione attuale di Shadowrun è la quarta (SR4), sviluppata da parte della FanPro. Le differenze rispetto alle precedenti edizioni sono notevoli sia in termini di regolamento, pesantemente revisionato ma sempre fedele allo stile originario, che di ambientazione, portata avanti sino all'anno 2070.

## Altri media

### Videogiochi
Sono stati sviluppati diversi videogiochi basati sull'universo di Shadowrun:
- 1993 - Shadowrun, un action RPG sviluppato dall'australiana Beam Software (attualmente Melbourne House) per SNES.
- 1994 - Shadowrun, altro action RPG sviluppato dalla compagnia statunitense BlueSky Software.
- 1996 - Shadowrun, sviluppato dalla compagnia giapponese Group SNE, è un'avventura interattiva per Mega CD.
- 2007 - Shadowrun, uno Sparatutto in prima persona sviluppato sia per Xbox 360 che per PC dalla statunitense FASA Interactive posseduta dalla Microsoft Corporation. Questo gioco è cross-platform, questo significa che i giocatori di Xbox 360 possono sfidarsi con quelli di Windows Vista, grazie al servizio Microsoft LIVE.

Ognuno di questi adattamenti è un gioco completamente differente, con una propria trama sebbene tutti si svolgano nell'universo di Shadowrun. Sono in linea generali fedeli alla versione giocata "carta e penna", sebbene in gradi diversi. Tutte le versioni mostrano una significativa influenza giapponese. Esiste anche un gioco di carte collezionabili basato su questa ambientazione.
- 2013 - Shadowrun Returns, un videogioco strategico a turni creato dall'indipendente Harebrained Schemes per Windows, Mac, Linux, iOS, Android e distribuito su Steam. Nel 2014 è stata pubblicata l'espansione ufficiale Shadowrun Dragonfall, comprendente una nuova campagna con una storia a sé ed alcuni cambiamenti e aggiunte rispetto a Returns, e seguito nell'agosto 2015 da Shadowrun Hong Kong. Anche se il mondo di gioco è ovviamente lo stesso ed esistono alcuni personaggi ricorrenti, dal punto di vista della trama i tre giochi sono indipendenti uno dall'altro. Shadowrun Returns e i suoi seguiti includono anche un editor che permette di creare campagne e mappe personalizzate.

### Romanzi
(1 – 40 editi originariamente da FASA/ROC, dal 41 pubblicati dalla WizKids/ROC and rinumerati)
1. Attenti al drago (Never Deal with a Dragon) (Secrets of Power #1) di Robert N. Charrette. Edizione italiana della Granata Press, traduzione di Monica Garuti e Sandra Mürer
2. Scegli il tuo nemico (Choose Your Enemies Carefully (Secrets of Power #2) di Robert N. Charrette. Edizione italiana della Granata Press, traduzione di Monica Garuti e Sandra Mürer.
3. Cerca la tua verità (Find Your Own Truth) (Secrets of Power #3) di Robert N. Charrette. dizione italiana della Granata Press.
4. 2XS di Nigel Findley
5. Changeling di Chris Kubasik
6. Never Trust an Elf di Robert N. Charrette
7. Into the Shadows anthology edited di Jordan K. Weisman
8. Streets of Blood di Carl Sargent
9. Shadowplay di Nigel Findley
10. Night's Pawn di Tom Dowd
11. Striper Assassin di Nyx Smith
12. Lone Wolf di Nigel Findley
13. Fade to Black di Nyx Smith
14. Nosferatu di Carl Sargent & Marc Gascoigne
15. Burning Bright di Tom Dowd
16. Who Hunts the Hunter di Nyx Smith
17. House of the Sun di Nigel D. Findley
18. Worlds Without End di Caroline Spector
19. Just Compensation di Robert N. Charrette
20. Black Madonna di Carl Sargent & Marc Gascoigne
21. Preying for Keeps di Mel Odom
22. Dead Air di Jak Koke
23. The Lucifer Deck di Lisa Smedman
24. Steel Rain di Nyx Smith.
25. Shadowboxer di Nicholas Pollotta
26. Stranger Souls (Dragon Heart #1) di Jak Koke
27. Headhunters di Mel Odom
28. Clockwork Asylum (Dragon Heart #2) di Jak Koke
29. Blood Sport di Lisa Smedman
30. Beyond the Pale (Dragon Heart #3) di Jak Koke
31. Technobabel di Stephen Kenson
32. Wolf and Raven di Michael A. Stackpole
33. Psychotrope di Lisa Smedman
34. The Terminus Experiment di Jonathan E. Bond & Jak Koke
35. Run Hard, Die Fast di Mel Odom
36. Crossroads di Stephen Kenson
37. The Forever Drug di Lisa Smedman
38. Ragnarok di Stephen Kenson
39. The Burning Time di Stephen Kenson
40. Tails You Lose di Lisa Smedman
41. Born To Run di Stephen Kenson (WizKids #1, 2005)
42. Poison Agendas di Stephen Kenson (WizKids #2, 2006)
43. Fallen Angels di Stephen Kenson (WizKids #3, 2006)
44. Drops of Corruption di Jason M. Hardy (Wizkids #4, 2006)
45. Aftershock di Jean Rabe & John Helfers (WizKids #5, 2006)
46. A Fistful of Data di Stephen Dedman (WizKids #6, previsto per settembre 2006)

## Earthdawn
Shadowrun fu retroattivamente connesso a Earthdawn, ed è ambientato nel "Sesto Mondo" (Sesto Mondo), mentre Earthdawn è il "Quarto Mondo" e la nostra Terra moderna il "Quinto Mondo". Queste connessioni non sono necessarie per il gioco, ma permettono potenziali crossover.